# Прыгни завтра
Прыгни завтра (фильм 2001) (англ. Jump Tomorrow) — фильм Джоэл Хопкинс, это его вторая режиссёрская работа и первый полнометражный фильм. Основное место съемок происходило в городе Буффало и возле Ниагарского водопада.
Фильм участвовал во многих кинофестивалях, в том числе Кинофестиваль «Сандэнс».

## Прокат
Фильм вышел в ограниченном прокате в Великобритании и Франции, так же был показан на тв в Финляндии и Австралии.

## Сюжет
Нигериец Джордж, для встречи со своей будущей женой, отправляется на Ниагарский водопад, где будет происходить свадьба, организованная его африканскими родственниками. По пути Джордж знакомится с Джарердом, потом встречает прекрасную испанку Алисию и без ума влюбляется в неё. Но свадьбу никто не отменял, и теперь молодой нигериец должен выбирать, следовать ли зову сердца или традиции.

## В ролях
| Актёр           | Роль      |
| --------------- | --------- |
| Тунде Адебимпе  | Джордж    |
| Наталия Вербеке | Алисия    |
| Ипполит Жирардо | Джерард   |
| Эми Седарис     | студентка |
| Артур Андерсон  | ювелир    |